# Mammuth
Mammuth var ett kristet rockband från Örebro. Bandet bildades 2000 i Jönköping. De har turnerat över hela Sverige och flera europeiska länder. De har också uppträtt i svensk och polsk nationell TV. Bandet upplöstes 2011.

## Medlemmar
- Daniel Jakobsson – sång
- Mikael Larsson – gitarr
- Carl-Magnus Palm – gitarr
- Samuel Larsson – basgitarr
- Daniel Backman – trummor

## Diskografi
Studioalbum
- 2002 – Shine
- 2005 – Die To Rise In Spring
- 2008 - The Cardiac Defect

EP
- 2004 – Embraced

Singlar
- 2008 – "Blood and Honey"

Demo
- 2001 – Mammuth (EP)
- 2002 – Original Shape (EP)